# Drényé
Drényé ou Drenje (en macédonien Дрење) est un village du nord-est de la Macédoine du Nord, situé dans la municipalité de Kriva Palanka. Le village comptait 90 habitants en 2002.

## Démographie
Lors du recensement de 2002, le village comptait :
- Macédoniens : 90